# Johannes Winter
Johannes Winter (* 23. Juni 1935 in Breslau; † 8. November 2014 in Cottbus) war ein deutscher Politiker (DDR-CDU, ab 1990 CDU).

## Leben und Beruf
Nach dem Besuch des Humanistischen Gymnasiums in Niederlahnstein an der Lahn absolvierte Winter ab 1950 eine Lehre als Kirchenmaler und Restaurator in einer Glaubenskongregation im niederländischen Simpelveld. Er arbeitete bis 1960 als Restaurator bei der Kongregation von den Heiligsten Herzen Jesu und Mariens (Kongregation SS.CC.), siedelte danach in die DDR über und arbeitete zunächst als Bühnenbildassistent an den Städtischen Bühnen in Erfurt. Von 1964 bis 1970 war er als Technischer Leiter am Eduard-von-Winterstein-Theater in Annaberg-Buchholz tätig. 1967 bestand er die Prüfung als Meister der Theatertechnik. Von 1970 bis 1990 wirkte er als Technischer Direktor am Theater der Stadt Cottbus. Seit 1971 war er gleichzeitig als Meister für künstliche Beleuchtung bei der Direktion für Theater und Orchester (DTO) beim DDR-Ministerium für Kultur tätig, von 1981 bis 1990 als Vorsitzender der dortigen Meisterfachkommission.
Johannes Winter war verheiratet und hatte drei Söhne. Er starb im November 2014 und wurde in Branitz beigesetzt.

## Politik
Winter trat 1967 in die DDR-Blockpartei CDU ein. Er war von 1975 bis 1990 Vorsitzender der Ortsgruppe der CDU Cottbus-Branitz und von 1981 bis 1990 Mitglied des Bezirksvorstandes der CDU Cottbus. Von März bis Oktober 1990 war er Abgeordneter der ersten frei gewählten Volkskammer der DDR. Durch einen Untersuchungsausschuss der Volkskammer wurde Winter eine Zusammenarbeit mit dem Ministerium für Staatssicherheit unterstellt. Er wurde dabei als einer von 56 belasteten Abgeordneten in die sogenannte Kategorie 4 eingeordnet, die besagte, dass zu dieser Anschuldigung eine Akteneinsicht wegen Unauffindbarkeit oder Vernichtung der Akten nicht möglich war. Aus diesem Grunde blieben diese Behauptungen unbewiesen und Winter behielt sein Mandat.
Winter wurde 1990 in den Landesvorstand der CDU Brandenburg gewählt. Er war von 1990 bis 1994 Abgeordneter des Brandenburgischen Landtages und dort Mitglied des Ausschusses für Wissenschaft, Forschung und Kultur. Im Parlament vertrat er den Wahlkreis Cottbus-Land - Forst II). Am 29. Januar 1991 trat er aus der CDU-Fraktion aus, blieb aber bis zum Ende der Legislaturperiode fraktionslos im Landtag.